# Quyền LGBT ở Guatemala
Quyền đồng tính nữ, đồng tính nam, song tính và chuyển giới ở Guatemala có thể phải đối mặt với những thách thức pháp lý mà những người không LGBT không gặp phải. Cả nam và nữ hoạt động tình dục đồng giới đều hợp pháp trong Guatemala.
Xu hướng tính dục và bản dạng giới không được bao gồm rõ ràng trong luật không phân biệt đối xử của quốc gia và các cặp vợ chồng và hộ gia đình đồng giới do các cặp đồng giới đứng đầu không đủ điều kiện bảo vệ pháp lý cho các cặp vợ chồng khác giới. Phần lớn người Guatemala liên kết với các nhà thờ Công giáo hoặc Tin lành. Như vậy, thái độ đối với các thành viên của cộng đồng LGBT có xu hướng phản ánh các công việc tôn giáo thịnh hành.  Tuy nhiên, người LGBT đã dần dần có được sự hiện diện và chấp nhận nhiều hơn trong những năm gần đây, phù hợp với xu hướng trên toàn thế giới. Ngoài ra, Guatemala bị ràng buộc về mặt pháp lý đối với phán quyết tháng 1 năm 2018 Tòa án Nhân quyền liên Mỹ, cho rằng hôn nhân đồng giới và việc công nhận danh tính giới tính của một người trên các tài liệu chính thức là quyền con người được bảo vệ bởi  Công ước Mỹ về Nhân quyền.

## Bảng tóm tắt
| Hoạt động tình dục đồng giới hợp pháp                                                                                       | (Từ năm 1871)                                                                                                 |
| Độ tuổi đồng ý | (Từ năm 1871)                                                                                                 |
| Luật chống phân biệt đối xử chỉ trong việc làm                                                                              | (Đề xuất) |
| Luật chống phân biệt đối xử trong việc cung cấp hàng hóa và dịch vụ                                                         | (Đề xuất) |
| Luật chống phân biệt đối xử trong tất cả các lĩnh vực khác (bao gồm phân biệt đối xử gián tiếp, ngôn từ kích động thù địch) | (Đề xuất) |
| Luật chống phân biệt đối xử trong giáo dục                                                                                  | (Từ năm 1997)                                                                                                 |
| Hôn nhân đồng giới | No |
| Công nhận các cặp đồng giới                                                                                                 | (Đề xuất) |
| Con nuôi của các cặp vợ chồng đồng giới                                                                                     | No |
| Con nuôi chung của các cặp đồng giới                                                                                        | No |
| Người LGBT được phép phục vụ công khai trong quân đội                                                                       | |
| Quyền thay đổi giới tính hợp pháp                                                                                           | / (Kể từ năm 2016, người chuyển giới có thể thay đổi tên hợp pháp nhưng không phải giới tính hợp pháp của họ) |
| Truy cập IVF cho đồng tính nữ                                                                                               | |
| Mang thai hộ thương mại cho các cặp đồng tính nam                                                                           | |
| NQHN được phép hiến máu | |